# Bros (Film)
Bros ist eine Romantische Komödie von Nicholas Stoller, die im September 2022 beim Toronto International Film Festival ihre Premiere feierte und Ende September 2022 in die US-Kinos kam. Der Film gilt als die erste von einem Hollywoodstudio realisierte romantische Komödie mit einer Besetzung, die fast ausschließlich aus Mitgliedern der LGBTQ+-Community besteht. Der Film erhielt positive Kritiken, konnte aber bei einem Produktionsbudget von 22 Mio. US-Dollar nur rund 15 Mio. wieder einspielen und gilt daher als Box-Office-Flop.

## Handlung
Der schwule Podcast-Moderator und LGBTQ+-Aktivist Bobby Leiber hat die Aufgabe, das Drehbuch für einen Liebesfilm zu schreiben, der ein heterosexuelles Publikum ansprechen soll. Er ist auch Mitglied des Verwaltungsrats eines Museums für queere Geschichte und erklärter Gegner fester Beziehungen. Der New Yorker verliebt sich in den gutaussehenden Aaron, der aus einer Kleinstadt stammt, als Anwalt arbeitet und so ziemlich das genaue Gegenteil von ihm ist. Er lebt sein Schwulsein in weniger vollen Zügen aus als Bobby. Obwohl sie sich beide als beziehungsunfähig erachten, entscheiden sie sich, eine Beziehung zu versuchen.

## Produktion

### Filmstab, Besetzung und Dreharbeiten

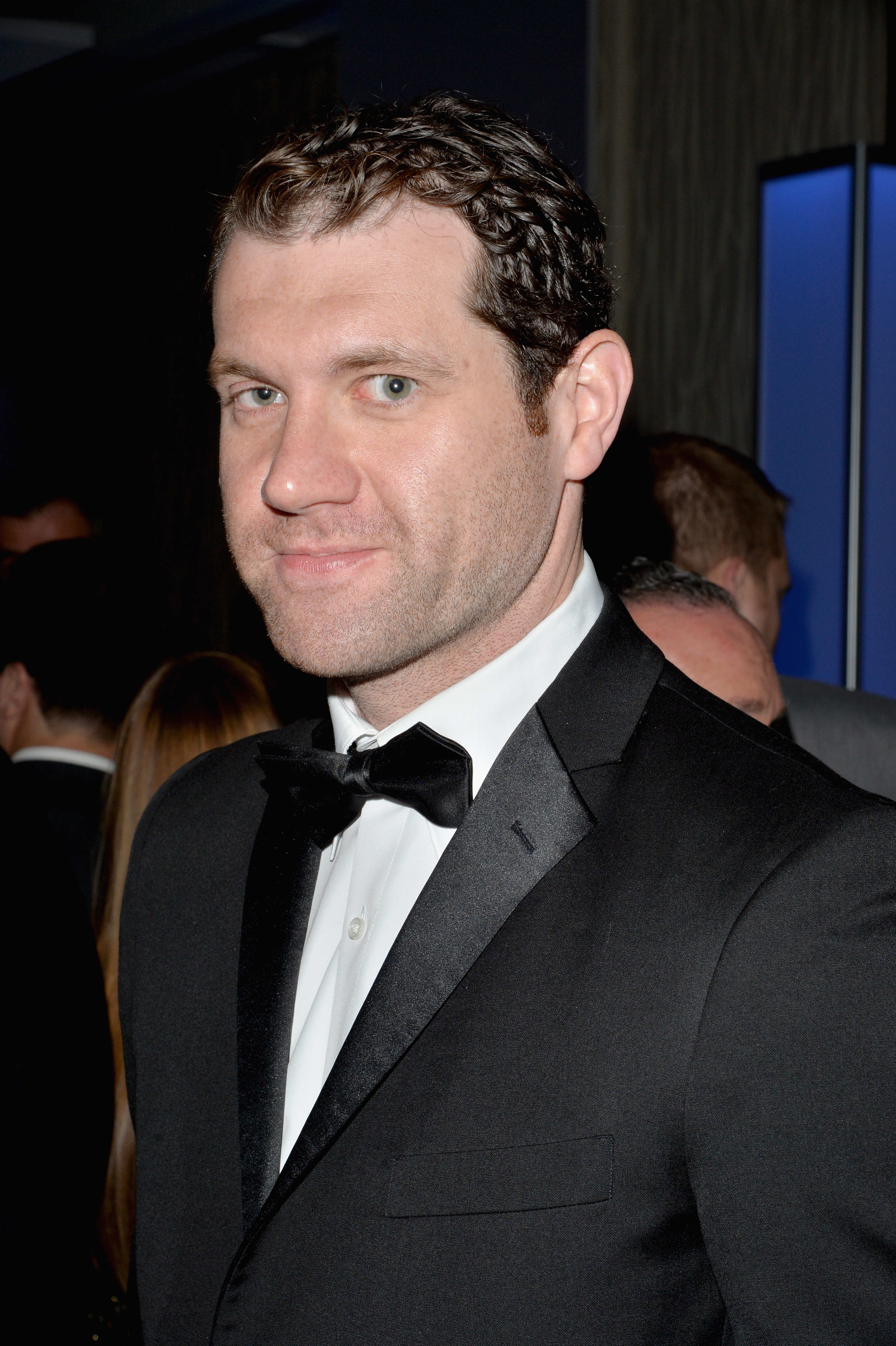
Billy Eichner schrieb am Drehbuch mit und ist in einer der Hauptrollen zu sehen

Regie führte Nicholas Stoller, der gemeinsam mit Billy Eichner auch das Drehbuch schrieb. Für Eichner handelt es sich nach einigen Fernsehserien und Kurzfilmen um die erste Tätigkeit auf diesem Gebiet bei einem Spielfilm.
Universal Pictures kündigte den Film als die erste schwule Rom-Com an, die von einem der großen Studios produziert wurde. Die Produzenten neben Stoller sind Judd Apatow und Josh Church. Bros gilt zudem als erster Hollywood-Film mit einer reinen LGBTQ+-Besetzung. Eichner spielt neben seiner Tätigkeit als Drehbuchautor auch in der Hauptrolle den Podcast-Moderator Bobby Leiber. Luke Macfarlane spielt sein Love Interest Aaron. In weiteren Rollen sind Harvey Fierstein, Bowen Yang, Symone, Miss Lawrence, Guy Branum, Guillermo Díaz, Amanda Bearse und Ts Madison zu sehen.
Die Dreharbeiten fanden in Jersey City und im Township Cranford in New Jersey statt und wurden Anfang November 2021 beendet. Als Kameramann fungierte Brandon Trost.

### Filmmusik, Marketing und Veröffentlichung
Die Filmmusik komponierte Marc Shaiman. Am 30. September 2022 veröffentlichte Back Lot Music das Soundtrack-Album mit 16 Musikstücken als Download, darunter auch den Song Love Is Not Love, der von Billy Eichner gesungen wird. Dieser qualifizierte sich für eine Nominierung in der Kategorie Bester Song im Rahmen der Oscarverleihung 2023.
Der erste Trailer wurde im Mai 2022 vorgestellt. Die Premiere erfolgte am 10. September 2022 beim Toronto International Film Festival. Ende September 2022 wird er beim Zurich Film Festival gezeigt. Am 30. September 2022 brachte Universal Pictures den Film in die US-Kinos. Ende September, Anfang Oktober 2022 wurde Bros beim Filmfest Hamburg gezeigt und hiernach beim London Film Festival und beim Festa del Cinema di Roma. Der Kinostart in Deutschland erfolgte am 27. Oktober 2022.

## Rezeption

### Altersfreigabe und Kritiken
In den USA erhielt der Film von der MPAA ein R-Rating, was einer Freigabe ab 17 Jahren entspricht. In Deutschland wurde der Film von der FSK bereits ab 12 Jahren freigegeben. In der Freigabebegründung heißt es, die Geschichte über Identitätsfindung, die Unterschiedlichkeit von Bedürfnissen und Beziehungsformen sei zugleich einfühlsam und mit zahlreichen Überzeichnungen, in hellen, bunten Bildern und positiver Atmosphäre erzählt. Kinder und Jugendliche ab 12 Jahren könnten die vereinzelt sexualisierte Sprache, die Thematisierung sexueller Handlungen und auch die Darstellung von Drogenkonsum in diesem Kontext entsprechend verarbeiten. Auch fänden sie jederzeit in der harmonischen Gestaltung, den ausführlichen Dialogen und der romantischen Grundhaltung des Films ausreichend Entlastung.
Von den bei Rotten Tomatoes aufgeführten Kritiken sind 88 Prozent positiv bei einer durchschnittlichen Bewertung mit 7,7 von 10 möglichen Punkten. Auf Metacritic erhielt der Film einen Metascore von 72 von 100 möglichen Punkten.
Arabella Wintermayr schreibt in der taz, im Erzählen vom unbeholfenen Hin und Her zwischen Bobby und Aaron, der Darstellung ihrer Unsicherheit in der frühen Phase ihres Kennenlernens, in der die Frage, ab wann Sex mehr als nur Sex sein könnte, zu einer von existenziellem Rang aufsteigt, sei Bros eine typische romantische Komödie. Der Film begehe allerdings nicht den Fehler, die Logik des heteronormativsten Genres schlechthin schlicht einem homosexuellen Paar überzustülpen. Während Aaron sein Schwulsein als bloße sexuelle Orientierung abtut, der man bei aller Offenheit im Umgang mit ihr keine Bedeutung beimessen sollte, um dem heterosexuellen Umfeld nicht unangenehm zu werden, habe Bobby gelernt, das Gefühl, seinen Mitmenschen bei aller Akzeptanz doch stets ein wenig „zu viel“ zu sein, außer Acht zu lassen und Homosexualität selbstbewusst als die identitätsstiftende Eigenschaft zu behandeln, die sie für ihn ist. Über Bobbys Engagement weite Bros den Blick auf die queere Community als Ganzes, und ohne jemals belehrend zu wirken, vermittele der Film Eckdaten zur queeren Geschichte, so Wintermayr. Der Lächerlichkeit gebe Bros seine Figuren niemals preis, im Gegenteil werde an gängigen stereotypen Charakterisierungen des Mainstreamkinos wie dem „tragischen Schwulen“, der die Gunst des Publikums durch Mitleid gewinnt und etwa aus Filmen wie Brokeback Mountain bekannt ist, genauso offen Kritik geübt wie am „schwulen besten Freund“, der seine Daseinsberechtigung aus seiner überschäumenden Hilfsbereitschaft schöpft.
Peter Osteried schreibt in seiner Funktion als Filmkorrespondent der Gilde deutscher Filmkunsttheater, es seien Stereotypen, mit denen hier gearbeitet werde, wenn Bobby als der laute Teil dieses Duos und Aaron als der zurückhaltende, aber auf seine Fitness achtende Part gezeigt werde, aber nicht mehr oder weniger, als das bei einer Romcom mit einem gemischtgeschlechtlichen Paar auch gewesen wäre. Bros hebe sich aber dennoch von heteronormativen Romcoms ab, weil der Film eben auch das Augenmerk auf einen anderen Lebensstil wirft. Neben der Art, wie schwules Anbandeln aussieht, gehe es vor allem darum, dass zwei Menschen, die sich emotional bisher abgekapselt haben, einander öffnen. Dem Film sei gelungen, was er sich vorgenommen hat, eine Romcom zu sein, die sich nicht nur an ein queeres Publikum richtet. Die Stärke des Films sei, dass er sehr genau wisse, wie er die Klaviatur der Gefühle bedienen muss und folge dem etablierten Muster, nachdem das Glück irgendwann bricht und der Moment kommt, in dem beide Partner sich noch einmal aufraffen müssen.
In den USA vergaben die Zuschauer für den Film nach seinem Start den CinemaScore „A“, was einer „1“ entspricht.

### Auszeichnungen
Artios Awards 2023
- Nominierung für das Beste Casting in einer Big-Budget-Filmkomödie (Gayle Keller & Allison Kirschner)[28]

Critics’ Choice Movie Awards 2023
- Nominierung als Beste Komödie[29]

Dorian Awards 2023
- Nominierung als Bester LGBTQ-Film[30]

Hollywood Critics Association Awards
- Nominierung als Beste Filmkomödie[31]

Hollywood Music In Media Awards 2022
- Nominierung in der Kategorie Original Song – Feature Film (Love Is Not Love, Billy Eichner und Marc Shaiman)
- Nominierung in der Kategorie Original Song – Onscreen Performance (Love Is Not Love, Billy Eichner)
- Nominierung für die Beste Music Supervision (Rob Lowry)[32]

The Queerties 2022
- Nominierung als Next Big Thing[33]

## Synchronisation
Die deutsche Synchronisation entstand nach einem Dialogbuch und der Dialogregie von Marius Clarén im Auftrag der Iyuno-SDI Group Germany GmbH, Berlin.
| Darsteller        | Synchronsprecher     | Rolle             |
| ----------------- | -------------------- | ----------------- |
| Billy Eichner     | Frank Schaff         | Bobby (Sprache)   |
| Billy Eichner     | Michael Ernst        | Bobby (Gesang)    |
| Luke Macfarlane   | Alexander Doering    | Aaron             |
| TS Madison        | Philippa Jarke       | Angela            |
| Amanda Bearse     | Sabina Trooger       | Anne              |
| Ben Stiller       | Oliver Rohrbeck      | Ben Stiller       |
| George Dvorsky    | Hanns Jörg Krumpholz | Bruce             |
| Dot-Marie Jones   | Annabelle Mandeng    | Cherry            |
| Debra Messing     | Christine Stichler   | Debra Messing     |
| Guillermo Díaz    | Valentin Stilu       | Edgar             |
| Guy Branum        | Karlo Hackenberger   | Henry             |
| Jai Rodriguez     | Marius Clarén        | Jason             |
| Jamyl Dobson      | Daniel Völz          | Joel              |
| Ryan Faucett      | Dennis Herrmann      | Josh              |
| Kristin Chenoweth | Cathlen Gawlich      | Kristin Chenoweth |
| Bowen Yang        | Robin Solf           | Lawrence Grape    |
| Harvey Fierstein  | Tommi Piper          | Louis             |
| Becca Blackwell   | Sven Hasper          | Lucas             |
| Symone            | Marcel Mann          | Marty             |
| Everett Quinton   | Alexander Hauff      | Melvin Funk       |
| Justin Covington  | David Brizzi         | Paul              |
| Peter Kim         | Jörg Pintsch         | Peter             |
| Jim Rash          | Rainer Fritzsche     | Robert            |
| Brock Ciarlelli   | Dirk Stollberg       | Steve             |
| Eve Lindley       | Doreaux Zwetkow      | Tamara            |
| Monica Raymund    | Ute Noack            | Tina              |
| D'Lo              | Daniel Gärtner       | Tom               |
| Miss Lawrence     | Arne Stephan         | Wanda             |